# Ready Player One (boek)
Ready Player One is een sciencefictionroman uit 2011 van de Amerikaanse schrijver Ernest Cline.

## Verhaal
Een dystopische toekomst in 2044. Na de Grote Recessie leeft een groot deel van de wereldbevolking in totale armoede. De hongerende mensheid vlucht weg in OASIS, een onlinegame dat door miljarden spelers tegelijkertijd gespeeld wordt. Wanneer de ontwerper van het spel, James Halliday, kinderloos sterft, blijkt deze drie sleutels, zogenaamde Easter eggs verstopt te hebben die leiden naar een kluis met zijn erfenis. Degene die de kluis vindt, wordt multimiljardair. Een verbeten virtuele strijd begint om de erfenis van Halliday.

## Prijzen
Het boek won in 2012 de Prometheus Award for Best Libertarian SF Novel en de Locus Award for Best First Novel. De roman werd ook genomineerd voor de John W. Campbell Memorial Award voor beste sciencefictionboek.

## Verfilming
In juni 2010 werden de filmrechten gekocht door Warner Bros, waarbij Cline ook het scenario zou schrijven. De film Ready Player One, geregisseerd door Steven Spielberg, werd uitgebracht in maart 2018.